# Dramaturgi
 Der er for få eller ingen kildehenvisninger i denne artikel, hvilket er et problem. Du kan hjælpe ved at angive troværdige kilder til de påstande, som fremføres i artiklen.

Dramaturgi (fra græsk, betyder handlingslære) er betegnelsen for den dramatiske kompositions kunst eller håndværk. En anden definition af begrebet er: Kunsten at give en historie en form der gør det muligt for en skuespiller at formidle den. Betegnelsen bruges primært indenfor teater og film.
Dramaturgi anses generelt for at være en kernekompetence for en dramatiker, manuskriptforfatter og/eller instruktør, og er således en vigtig del af uddannelsen for disse faggrupper. Det er muligt at knytte en dramaturg til et teater eller filmselskab, eller til produktionen af en film eller en teaterforestilling. Her vil vedkommende så bidrage med dramaturgisk rådgivning af forfatteren, instruktøren og/eller producenten.
I Danmark kan man studere dramaturgi på Aarhus Universitet. På Københavns Universitet kan man studere Teatervidenskab, hvor dramaturgi er et af de vigtigste fag. 
Man kan groft kategorisere de dramaturgiske analyseformer og redskaber i to grupper: De lineære og de ikke-lineære.
- I lineær dramaturgi er der typisk fokus på at skabe en sammenhængende historie, på plotlogik, karakterudvikling og vendepunkter.
- Ikke-lineær dramaturgi benyttes til forskellige former for collager og mere tematisk baserede forløb.

I den vestlige tradition er det første værk om dramaturgi Aristoteles Poetik, fra omkring år 350 f.kr. I dette værk analyserer Aristoteles episk digtning, tragedie og komik. Den del af værket der handler om komik er senere tabt.
Den aristoteliske dramaturgi har fundet sin fortsættelse i Hollywoods continuity-fortælleteknik, der med sit regelsæt beskriver, hvordan en handling kan struktureres, så historien fortælles bedst muligt, dvs. publikum fatter interesse for den og er i stand til at følge handlingen. En grundregel for al historiefortælling er, at historien skal have en præmis. Det er historiens opgave at overbevise publikum om, at præmissen er rigtig. Præmissen er fortællingens moralske, etiske eller ideologiske budskab, fx at det er forkert at stjæle.
I den klassiske dramaturgi har en fortælling otte faser eller trin:
1. Anslaget skal fange publikums interesse for fortællingen, så det er ofte fyldt med dramatik og spænding. 
2. Præsentationen skal give publikum de fornødne oplysninger, så det bliver i stand til at følge handlingen og kende personerne og deres indbyrdes relationer. 
3. Første vendepunkt er den hændelse, der griber ind i historiens harmoniske begyndelse, så handlingen kan gå i gang, ved at der opstår en konflikt. 
4. Uddybningen kan indsætte nogle sidehandlinger, og den kan komplicere den konflikt, der er opstået i første vendepunkt. 
5. I point-of-no-return sker der en drastisk forværring af konflikten, hvorfra der ikke er nogen vej tilbage for hovedpersonen. 
6. Andet vendepunkt føjer en ny forandring til handlingen. Denne forandring baner vej for konfliktløsningen. 
7. I konfliktløsningen bevises endelig fortællingens præmis. Konfliktløsningen får publikum til at indse og godtage præmissen. 
8. Med konfliktløsningen er fortællingen egentlig færdig; men udtoningen runder historien af. 